# 鮎川哲也と十三の謎
鮎川哲也と十三の謎（あゆかわてつやとじゅうさんのなぞ）は東京創元社が刊行した全13冊の書き下ろし国内推理小説シリーズ。1988年から翌1989年にかけて刊行された。監修は推理作家の鮎川哲也。

## 概要
東京創元社は海外推理小説を刊行する老舗として知られていたが、戸川安宣が主導して1980年代後半からは国内の新作推理小説の刊行にも力を入れるようになった。1984年10月に初の国内ミステリとして「日本探偵小説全集」第1回配本『江戸川乱歩集』を刊行したのを皮切りに、1988年5月に初の書き下ろしミステリ『五つの棺』（折原一）を刊行した。同社と交友の深い鮎川哲也が講談社の「書き下し探偵小説全集」の公募の〈13番目の椅子〉で再デビューした事をヒントに、同年11月より鮎川哲也監修による全13冊の書き下ろしミステリ叢書「鮎川哲也と十三の謎」の刊行を開始した。
同様に、13冊目の長編推理小説を「十三番目の椅子」として公募し、最優秀作品に選ばれた今邑彩『卍の殺人』が刊行された。この企画は翌年から始まる鮎川哲也賞の前身となった。このとき最終候補作となった依井貴裕『記念樹（メモリアル・トゥリー）』も東京創元社より刊行されている。
鮎川以外に、推理小説作家と付き合いが無く、様々なつてで多くの有望な新人に声をかけ、「日本探偵小説全集」の編集に携わった北村薫も学生時代に小説を書いていたことから依頼し、この叢書でデビューした。また、有栖川有栖、宮部みゆきのデビュー単行本、山口雅也の小説でのデビュー単行本はこの叢書で刊行された。有栖川は鮎川の推薦、宮部は、1986年オール讀物推理小説新人賞最終候補作になった時の選評を読んだ折原一が力量を見抜き推薦して決まった。
「日本探偵小説全集」や「鮎川哲也と十三の謎」も、当初は国内や新作推理小説発刊を危惧した同社営業部から、かなり抵抗されたが、非常によく売れたので以後は許容された。
この叢書の刊行に合わせて、同名の年刊オリジナル・アンソロジー『鮎川哲也と十三の謎'90』、『鮎川哲也と十三の謎'91』が刊行された。これは後のミステリ誌『創元推理』、『創元推理21』、『ミステリーズ!』の前身となっている。
この叢書の後も、「創元ミステリ'90」（1990年～1991年）、「黄金の13」（1991年～1995年）など期間・冊数限定のミステリ叢書を刊行し、また1991年からは恒久的なミステリ叢書「創元クライム・クラブ」の刊行を開始した。

## 刊行リスト
刊行順
1. 折原一 - 倒錯の死角（とうさくのアングル） 201号室の女 （1988.10）
2. 山崎純 - 死は甘くほろ苦く…… （1988.11） → 翻訳家の北代美和子
3. 岩崎正吾 -  風よ、緑よ、故郷よ （1988.11）
4. 有栖川有栖 - 月光ゲーム Yの悲劇'88 （1989.1）
5. 宮部みゆき - パーフェクト・ブルー （1989.2）
6. 北村薫 - 空飛ぶ馬 （1989.3）
7. 笠原卓 - 仮面の祝祭２/３ （1989.4）
8. 紀田順一郎 - 鹿の幻影 （1989.5）
9. 辻真先 - 犯人 存在の耐えられない滑稽さ （1989.6）
10. 種村直樹 - 長浜鉄道記念館 （1989.8）
11. 山口雅也 - 生ける屍の死 （1989.10）
12. 鮎川哲也 - 白樺荘事件（仮） - 未刊。長編『白の恐怖』（1959年）を改稿・改題し、出版する予定だった。
13. 今邑彩 - 卍の殺人 （1989.11）

※山崎純『死は甘くほろ苦く……』以外は後に創元推理文庫で文庫化されている。
アンソロジー
- 鮎川哲也と十三の謎'90（1990.12）
- 鮎川哲也と十三の謎'91（1991.12）
  - 年刊アンソロジーの「鮎川哲也と十三の謎」についての詳細は創元推理。